# Kristin Hannah
Kristin Hannah (Garden Grove, 25 de septiembre de 1960) es una escritora estadounidense que ha ganado numerosos premios, incluyendo The Golden Heart, The Maggie y The National Reader's Choice en 1996.

## Biografía
Hannah nació en Garden Grove, una población del sur de California. Se graduó de una escuela de leyes en Washington y realizó su práctica en Seattle. Publicó su primer libro en 1990, convirtiéndose en una escritora profesional. Ha publicado más de una veintena de novelas. Vive en Bainbridge Island, Washington y en Hawái con su esposo y su hijo.

### Novelas
- A Handful of Heaven (1991)
- The Enchantment (1992)
- Once in Every Life	(1992)
- If You Believe (1993)
- When Lightnings Strikes (1994)
- Waiting for the Moon (1995)
- Home Again	(1996)
- On Mystic Lake (1999)
- Angel Falls (2000)
- Summer Island (2001)
- Distant Shores (2002)
- Between Sisters (2003)
- The Things We Do for Love (2004)
- Comfort and Joy (2005)
- Magic Hour	(2006)
- Firefly Lane (2008)
- True Colors (2009)
- Winter Garden (2010)
- Night Road (2011)
- Home Front (2012)
- Fly Away (2013)
- The Nightingale (2015)
- The Great Alone (2018)
- The Four Winds (2021)
- The Women (2024)

### Antologías
- "Liar's Moon" en Harvest Hearts (1993)
- Of Love and Life (2000)
- "Liar's Moon" en With Love (2002)